# Automeris galecio
Automeris galecio é uma espécie de mariposa do gênero Automeris, da família Saturniidae.
O holotipo foi registrado no Equador, na província de Sucumbíos,  rodovia Lumbaqui-Lago Agrio; a 660 m de altitude.